# Marcello Giombini
Marcello Giombini född 24 juli 1928 i Rom, Italien, död 12 december 2003 i Assisi, Italien, var en italiensk kompositör. Han är välkänd för att ha skrivit musik till flera så kallade spaghettivästern- och skräckfilmer.

## Musik
- "Dina händer är fulla av blommor", text och melodi (1970). (Herren Lever 1977 nr 872). Svenskspråkig text av Lars-Åke Lundberg. Sången finns även i Den svenska psalmboken 1986 med nummer 154

### Fotnoter
1. ↑  läs online, www.marcellogiombini.it .[källa från Wikidata]
2. ↑  Bibliothèque nationale de France, BnF Catalogue général : öppen dataplattform, id-nummer i Frankrikes nationalbiblioteks katalog: 141014696, läst: 10 oktober 2015.[källa från Wikidata]
3. ↑  Katalog der Deutschen Nationalbibliothek, Deutsche Nationalbibliotheks katalog-id-nummer: 1062363582, läst: 26 juni 2020.[källa från Wikidata]
4. ↑  ”Marcello Giombini” (på engelska). Kronos Records. http://www.kronosrecords.com/Giombini.html. Läst 28 mars 2018.
5. ↑  Daniel Andersson (6 januari 2016). ”De 25 bästa spaghetti western-låtarna (vocals)”. Hymn. http://hymn.se/2016/01/06/de-25-basta-spaghetti-western-latarna-vocals/. Läst 28 mars 2018.